# Хойер, Рольф-Дитер
Рольф-Дитер Хойер (Rolf-Dieter Heuer, род. 24 мая 1948, Бад Болль, Германия) — немецкий физик, специалист по экспериментальной физике элементарных частиц. Генеральный директор ЦЕРН (CERN) в 2009—2015 годах. С апреля 2016 года возглавляет Немецкое физическое общество. Председатель группы главных научных советников Европейской комиссии. Член Леопольдины, Польской академии знаний, Европейской академии (2011), членкор Гейдельбергской и Гамбургской АН. 
Учился физике в Штутгартском университете, который окончил в 1974 году. Докторскую степень получил в 1977 году под началом профессора Joachim Heintze в Гейдельбергском университете. В последнем же с 1977 по 1983 год работал физиком-исследователем. С 1984 по 1998 год работал в ЦЕРН (CERN), его генеральный директор в 2009—2015 годах; на его руководство там пришёлся запуск Большого адронного коллайдера в 2009 году и его запуск на полную энергию в 2015 году, открытие бозона Хиггса и географическая экспансия членства в ЦЕРН, который в 2013 году был награждён Золотой медалью Нильса Бора ЮНЕСКО. С 1998 года являлся профессором Гамбургского университета, а с 2004 по 2008 год — исследовательским директором DESY.
Почётный член Европейского физического общества.
Читал Wolfgang-Paul-Vorlesung (2011), отмечен Edison Volta Prize (2012) и Urania-Medaille (2016).
Награждён Большим крестом 1-й степени ордена «За заслуги перед Федеративной Республикой Германия» (2015), кавалер ордена Почётного легиона (2016), офицер ордена «За заслуги перед Литвой» (2018).
Удостоен 18 почётных докторских степеней, в частности канадского Викторианского университета (2011), английских Ливерпульского и Бирмингемского университетов (обоих — 2011), шотландского Университета Глазго (2012), австралийского Мельбурнского университета (2012), Белградского университета (2015).
Опубликовал более 500 научных работ.